# تلات نيعقوب

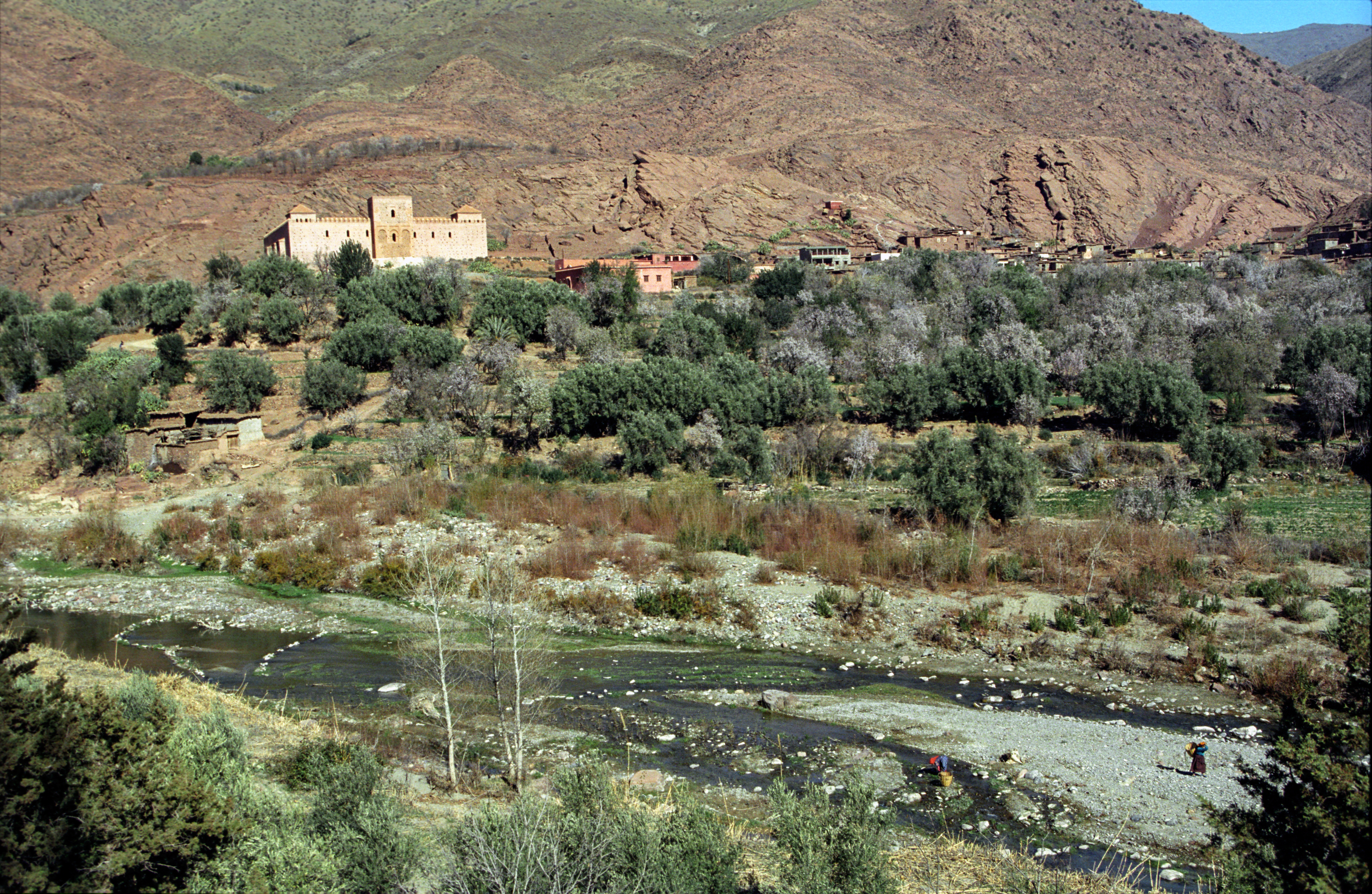
منظر طبيعي يطل علية مسجد تنمل المشهور

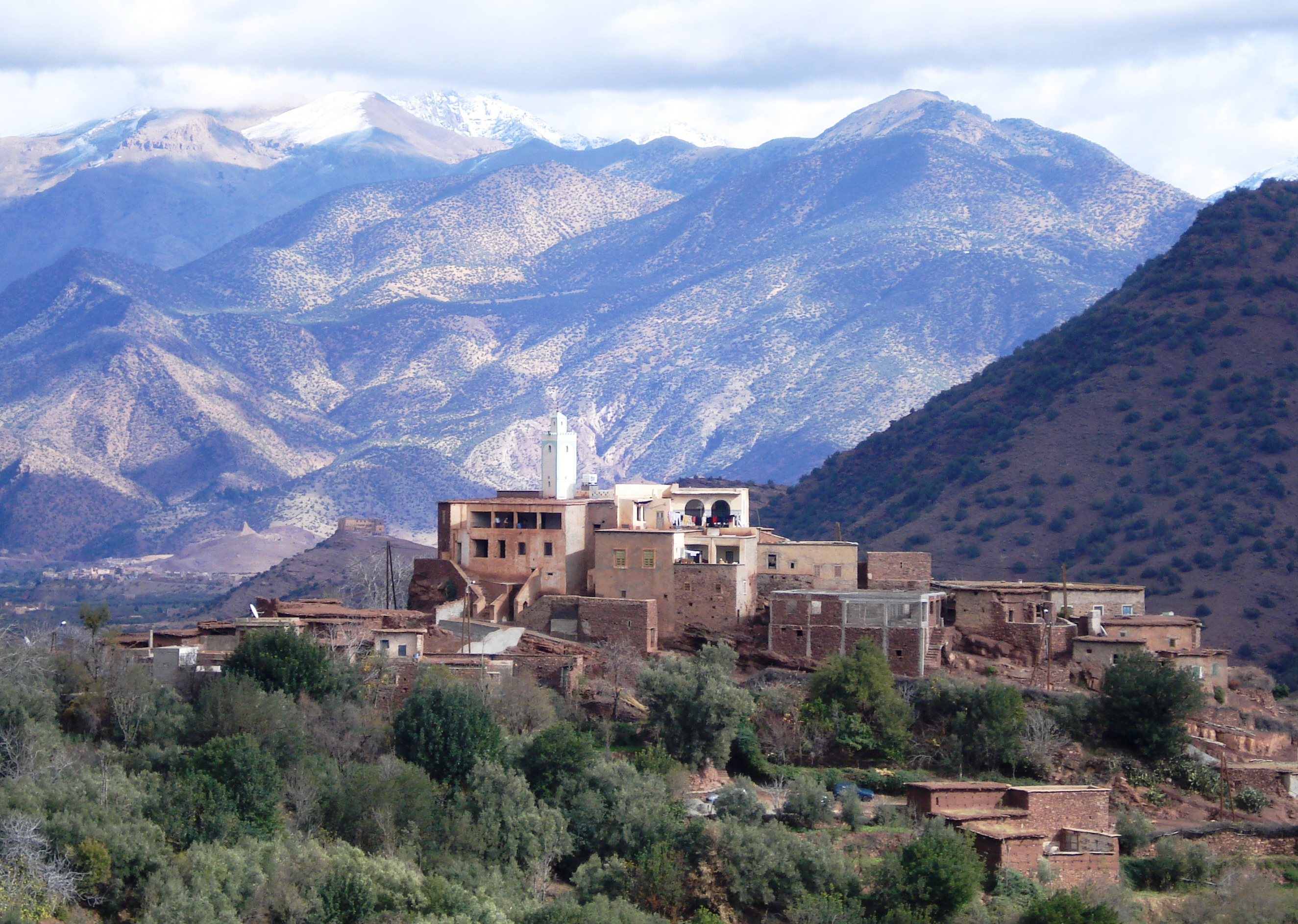
دوار تزالت أحد دواوير الجماعة

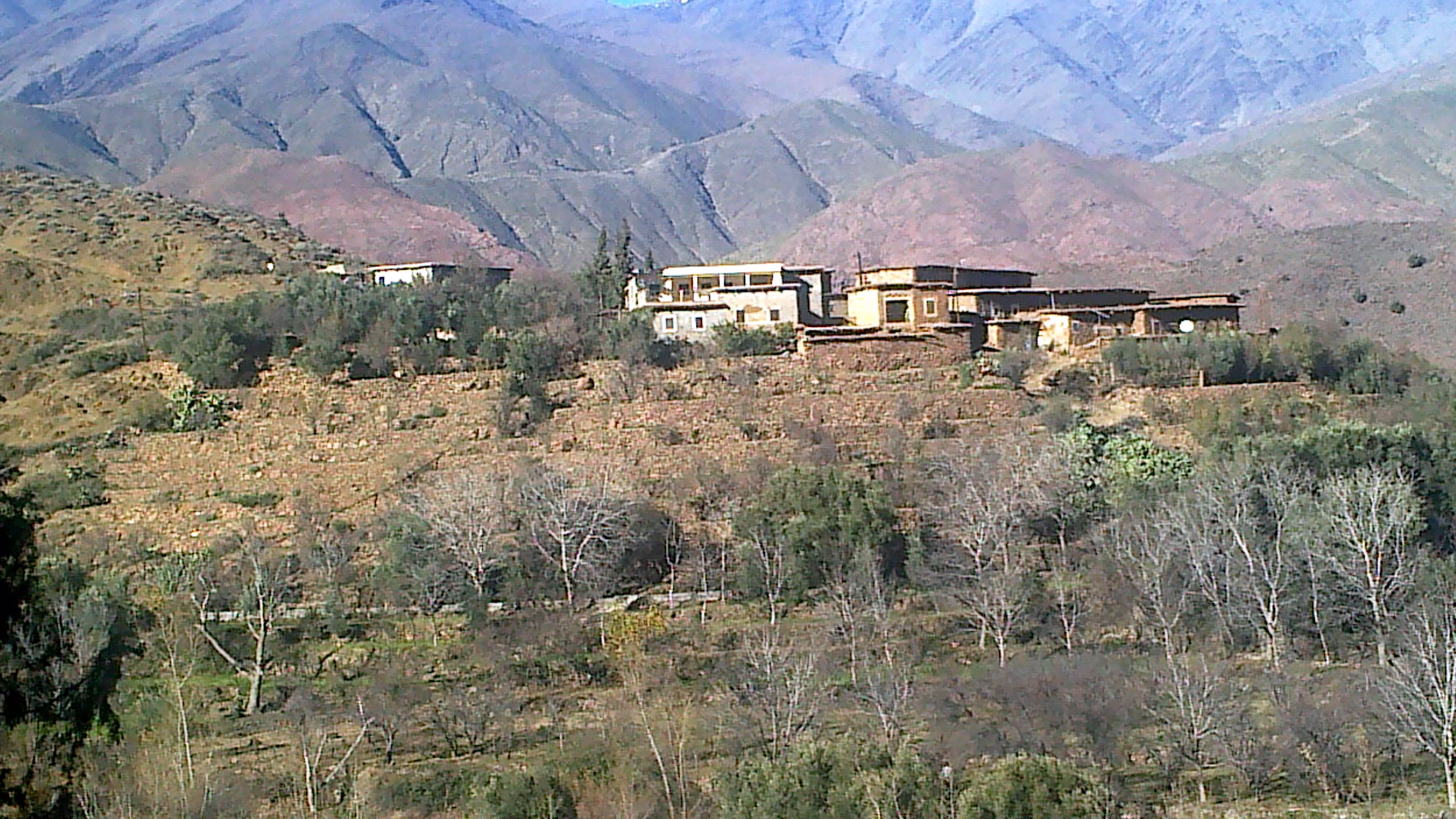
دوار أهاشي, أحد دواوير الجماعة، يطل على نهر نفيس

تلات نيعقوب (بالإنجليزية: Talat N'Yaaqoub)‏ باللغة الأمازيغية: ⵜⴰⵍⴰⵜ ⵏ ⵢⴰⵄⵇⵓⴱ هي قرية أمازيغية جبلية مغربية وسط المملكة. تنتمي تلاث نيعقوب لإقليم الحوز ضمن جهة مراكش أسفي. تضم هذه القرية 7.702 نسمة (إحصاء 2004) يعيشون في 1494 أسرة وهي تطل على واد نفيس وتتميز بأشجار التفاح واللوز.
و قد عرفت هاته المنطقة ليلة 08 شتنبر 2023 تضررا كبيرا في بنيتها التحتية جراء الزلزال العنيف الذي ضرب المملكة المغربية، و بؤرته في قرية إغيلبالقرب من تلات نيعقوب.

## النمو الديموغرافي
عرفت المنطقة، نموا ديموغرافيا ضعيفا، -كما هو موضح في البيان- وذلك راجع لعدة أسباب، كـالهجرة القروية نحو المدينة. وأكثرهم من الشباب، فالبعض يسعى ليتم دراسته في المدينة، والبعض الآخر لكسب الرزق، وإيجاد عمل يعيل به نفسه ثم عائلته.

## إحصاء عام
| السنة | عدد السكان | عدد الأسر | عدد الأجانب |
| ----- | ---------- | --------- | ----------- |
| 2024  | 7153       | 1954      |             |
| 2014  | 7865       | 1680      | 1           |
| 2004  | 7702       | 1494      | 0           |
| 1994  | 7390       | 1266      | °°°°        |

## دواوير الجماعة
تحتوي الجماعة على مجموعة من الدواوير من أبرزها:
- أمكدول
- إجوكاك
- أيت برهي
- تكيوت
- لبور
- تلات نياسين
- أكادران
- دوكوج
- تاسافت
- تينمل
- أرغن
- تسيلا
- أنبدور
- تزلت
- تافرغوست
- مزوزيت
- إفوريرن
- تسواكت
- أهاشي
- إغيل نهاشي
- أزال
- تاوس
- لبور
- نتكوندافت
- أسول
- مشاديل
- تكموت
- أوكون
- تيفني